# Allan Praskin

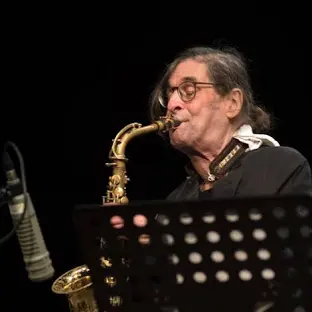
Allan Praskin (2024)

Allan Conrad Praskin (* 17. Dezember 1948 in Los Angeles) ist ein amerikanischer Musiker des Modern Jazz (Altsaxophonist, Komponist und Bandleader). Er lebt seit mehr als 50 Jahren in Europa.

## Leben und Wirken
Praskin erhielt bereits in jungen Jahren Unterricht auf der Klarinette, machte aber ebenso frühzeitig durch die umfangreiche Schallplattensammlung seines Vaters Bekanntschaft mit dem Jazz, was ihn schließlich zum Wechsel auf sein späteres Hauptinstrument, das Altsaxophon, bewog. 
Erste praktische Erfahrungen mit der improvisierten Musik machte er bereits als Jugendlicher in der seinerzeit noch sehr lebendigen Jazzszene seiner Heimatstadt Los Angeles, wo er unter der Ägide von George Morrow (des Bassisten im Clifford Brown/Max Roach-Quintett) mit dem Modern Jazz vertraut gemacht wurde. Durch den Unterricht bei Morrow wurde der junge Saxophonist mit anderen prominenten, in Kalifornien ansässigen Musikern bekannt, darunter unter anderen Bobby Hutcherson, J. R. Monterose und Harold Land, mit denen er auch zusammenarbeitete. 
In der Folge kam der Saxophonist mit der zu dieser Zeit blühenden Free-Jazz-Szene New Yorks in Kontakt; er machte sich innerhalb der Avantgarde in der Metropole durch Sessions und Aufnahmen mit führenden Musikern wie Sunny Murray, Beaver Harris und Sam Rivers binnen kurzer Zeit einen Namen. Die in dieser Schaffensphase unter der Leitung des Schlagzeugers James Zitro für das seinerzeit stilbildende Plattenlabel ESP-Disk aufgenommene LP Zitro galt lange als rares Sammlerstück (was sich durch die Wiederveröffentlichung des ESP-Katalogs im CD-Format änderte).
Ende der 1960er Jahre, also in der Hochphase des Vietnamkrieges, wurde Praskin zum Militärdienst eingezogen, jedoch nicht zum Kampfeinsatz in Indochina geschickt, sondern in Korea stationiert. Während eines Kurzaufenthalts in Tokio entstand 1971 seine erste LP unter eigenem Namen, Encounter, die auf dem Label Three Blind Mice erschien. 
Gunter Hampel engagierte Praskin im Jahre 1972 für seine Galaxie Dream Band, der der Saxophonist bis 1975 angehörte und mit der er im Rahmen einer umfangreichen Tourneetätigkeit 1973 nach Europa kam, wohin er schließlich übersiedelte. Im Lauf der folgenden Jahre wandte Praskin sein musikalisches Interesse wieder verstärkt älteren Spielarten des Jazz zu, ohne seine vorhergehenden Erfahrungen aus dem freien Spiel deswegen grundsätzlich zu verwerfen. Dies führte zur Zusammenarbeit mit stilistisch so verschiedenartigen Künstlern wie der Organistin Barbara Dennerlein, der Sängerin Özay, dem Pianisten Fritz Pauer, dem serbischen Schlagzeuger Lala Kovačev oder den Saxophon-Kollegen Warne Marsh und Hans Koller.
Ende der 1970er bis Anfang der 1990er Jahre zählte Praskin unter den US-amerikanischen Expatriates in Europa „zu den Meistbeschäftigten seines Instruments“, der durch seinen eigenwilligen Instrumentalklang und eine charakteristische Phrasierungsweise seine umfassende Kenntnis der gesamten Jazztradition in sehr persönlicher Weise reflektiert.
Langjährige musikalische Partnerschaften verbinden Praskin mit den Pianisten Wolfgang Köhler und Larry Porter. Mit Porter gemeinsam leitete er von 1984 bis 1993 das Porter/Praskin-Quartet, das in verschiedenen Besetzungen mehrere vielbeachtete Aufnahmen einspielte. Die Zusammenarbeit mit Köhler begann bereits in den 70er Jahren in der Gruppe Just Friends und dauert bis in die Gegenwart an.
Von 1983 bis 2014 hatte Allan Praskin einen Lehrauftrag für Jazz-Saxophon an der Anton Bruckner Privatuniversität im oberösterreichischen Linz inne. Seine musikalischen Aktivitäten, die zu Beginn seines Europa-Aufenthalts auf den norddeutschen Raum konzentriert waren, verlagerte er später auf den bayerisch-österreichischen Raum, wo er auf den Jazzszenen von München, Salzburg und Wien zeitweise eine bedeutende Rolle spielte. Nach 1990 und vor allem ab dem Beginn des neuen Jahrtausends war der Saxophonist, noch in Passau lebend, stärker mit der Musikszene in Berlin verbunden, wo er seit 2015 lebt.
2022 wurde ein Liveauftritt des Allan Praskin Quintet (mit den beiden langjährigen Mitmusikern Ulli Bartel und Wolfgang Köhler) in der Brotfabrik Berlin aufgenommen, von dem ein Jahr später ein Mitschnitt als CD und digitales Album unter dem Titel „Spontanuity“ erschien.

## Diskografie (Auswahl)
- James Zitro Zitro (ESP 1052, 1967)
- Hideto Kanai Group Q (Three Blind Mice TBM-6, 1971)
- Encounter (Three Blind Mice TBM-7, 1971)
- Just Jazz (Just Friends, 1979)
- International Jazz Consensus Beak to Beak (1981, mit John D. Thomas, Adelhard Roidinger, Lala Kovačev)
- Porter/Praskin Quartet First Date (1984)
- Barbara Dennerlein Bebab (1985)
- Porter/Praskin Quartet Acoustic Music (1985, mit Bob Arkin, James Baker)
- Porter/Praskin Quartet with Sal Nistico Sonnet for Sal (1988, mit Marc Abrams und Paolo Pellegatti)
- Rachel Gould: More of Me (mit Larry Porter, Thomas Stabenow, Clarence Becton, 1993)
- Around Jazz (mit Wolfgang Köhler, Christian Ramond und Felix Astor 2001)
- Spontanuity (mit Ulli Bartel, Wolfgang Köhler, Lars Gühlcke, Jan Leipnitz, 2022)